# IMPA2
IMPA2 (англ. Inositol monophosphatase 2) – білок, який кодується однойменним геном, розташованим у людей на короткому плечі 18-ї хромосоми. Довжина поліпептидного ланцюга білка становить 288 амінокислот, а молекулярна маса — 31 321.
| 10         |  | 20         |  | 30         |  | 40         |  | 50         |
| ---------- |  | ---------- |  | ---------- |  | ---------- |  | ---------- |
| MKPSGEDQAA |  | LAAGPWEECF |  | QAAVQLALRA |  | GQIIRKALTE |  | EKRVSTKTSA |
| ADLVTETDHL |  | VEDLIISELR |  | ERFPSHRFIA |  | EEAAASGAKC |  | VLTHSPTWII |
| DPIDGTCNFV |  | HRFPTVAVSI |  | GFAVRQELEF |  | GVIYHCTEER |  | LYTGRRGRGA |
| FCNGQRLRVS |  | GETDLSKALV |  | LTEIGPKRDP |  | ATLKLFLSNM |  | ERLLHAKAHG |
| VRVIGSSTLA |  | LCHLASGAAD |  | AYYQFGLHCW |  | DLAAATVIIR |  | EAGGIVIDTS |
| GGPLDLMACR |  | VVAASTREMA |  | MLIAQALQTI |  | NYGRDDEK   |  |            |

A: Аланін

C: Цистеїн

D: Аспарагінова кислота

E: Глутамінова кислота

F: Фенілаланін

G: Гліцин

H: Гістидин

I: Ізолейцин

K: Лізин

L: Лейцин

M: Метіонін

N: Аспарагін

P: Пролін

Q: Глутамін

R: Аргінін

S: Серин

T: Треонін

V: Валін

W: Триптофан

Кодований геном білок за функцією належить до гідролаз. 
Задіяний у такому біологічному процесі, як альтернативний сплайсинг. 
Білок має сайт для зв'язування з іонами металів, іоном магнію. 